# John Kiplimo Lelei
John Kiplimo Lelei (* 15. August 1958 in Soy) ist ein kenianischer römisch-katholischer Geistlicher und ernannter Bischof von Kapsabet.

## Leben
John Kiplimo Lelei studierte Philosophie am Priesterseminar am St. Augustine in Mabanga und Katholische Theologie am Priesterseminar St. Thomas Aquinas in Nairobi. Am 26. Oktober 1985 empfing er das Sakrament der Priesterweihe für das Bistum Eldoret.
Lelei war nach der Priesterweihe zunächst als Pfarrvikar in Suwerwa und in Chepterit tätig, bevor er 1987 Pfarrer in Yamumbi, in Suwerwa, in Chepterit und in Tachasis sowie Dechant der Dekanate Kitale und Nandi wurde. 1996 wurde er für weiterführende Studien nach Österreich entsandt, wo er 2002 an der Universität Wien zum Doktor der Theologie im Fach Liturgiewissenschaft promoviert wurde. Neben seinem Studium wirkte er als Seelsorger in den Pfarreien St. Brigitta und Zum Göttlichen Erlöser in Wien. 2002 kehrte Lelei in seine Heimat zurück und wurde Pfarrer der Pfarrei St. Patrick in Kapcherop. Von 2003 bis 2007 war er Pfarrer der Pfarrei St. Boniface in Tindinyo. Daneben lehrte er am Pastoralinstitut der Vereinigung der Bischofskonferenzen Ostafrikas (AMECEA) in Gaba (2003–2004), am Institute of Development Studies in Kobujoi (2004–2009) und am Priesterseminar St. Matthias Mulumba in Tindinyo (2003–2017). Nachdem Lelei von 2007 bis 2008 kurzzeitig als Pfarrer der Pfarrei St. Peter in Kapsabet gewirkt hatte, wurde er Ausbilder Priesterseminar St. Matthias Mulumba in Tindinyo. Von 2017 bis 2023 fungierte er als Regens des Priesterseminars St. Thomas Aquinas in Nairobi. Ab 2023 war Lelei Generalvikar des Bistums Eldoret.
Am 27. März 2024 ernannte ihn Papst Franziskus zum Titularbischof von Mons in Numidia und zum Weihbischof in Eldoret. Der Apostolische Nuntius in Kenia, Erzbischof Hubertus van Megen, spendete ihm am 25. Mai desselben Jahres auf dem Vorplatz des Priesterseminars Mother of Apostles in Eldoret die Bischofsweihe; Mitkonsekratoren waren der Bischof von Eldoret, Dominic Kimengich, und der Erzbischof von Kisumu, Maurice Muhatia Makumba.
Papst Leo XIV. ernannte ihn am 10. Juli 2025 zum ersten Bischof des mit gleichem Datum errichteten Bistums Kapsabet.